# بی‌ای‌پی آریکا (اس‌اس-۳۶)
بی‌ای‌پی آریکا (اس‌اس-۳۶) (به انگلیسی: BAP Arica (SS-36)) یک زیردریایی است که طول آن 55.9 m می‌باشد. این زیردریایی در سال ۱۹۷۴ ساخته شد.